# Duroc (stanice metra v Paříži)

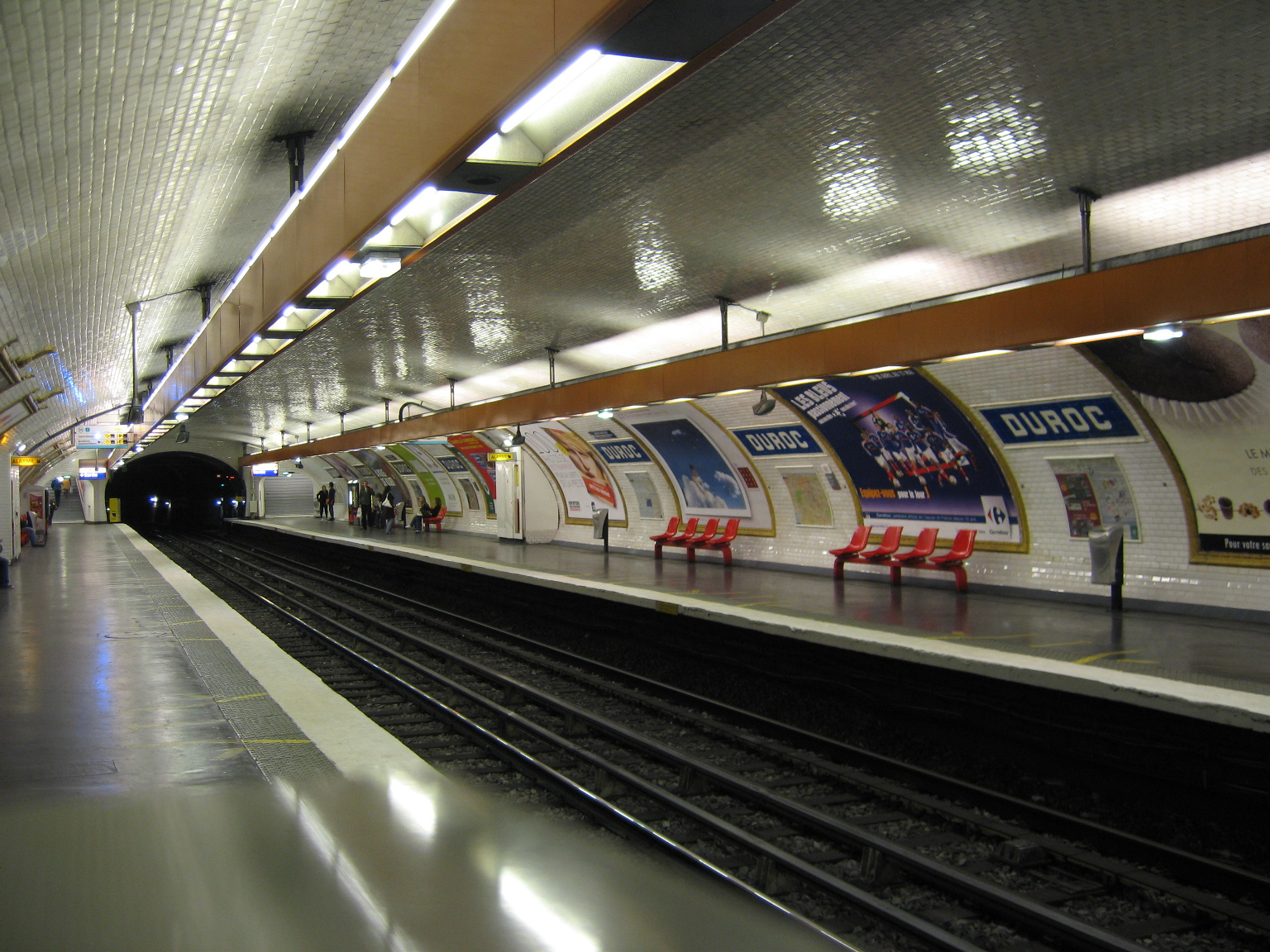
Nástupiště linky 13

Duroc je přestupní stanice pařížského metra mezi linkami 10 a 13. Nachází se na hranicích 6., 7. a 15. obvodu v Paříži pod náměstím Place Léon-Paul Fargue, kde se kříží Boulevard des Invalides, Boulevard du Montparnasse a Rue de Sèvres.

## Historie
Stanice byla otevřena 30. prosince 1923 jako součást prvního úseku linky 10 mezi stanicemi Invalides a Croix-Rouge (od roku 1939 uzavřená). 27. července 1937 sem byla prodloužena tehdejší linka 14 ze stanice Bienvenüe a byl k ní připojen úsek do Invalides. 9. listopadu 1976 byla tato linka zrušena a připojena k lince 13.

## Název
Jméno stanice je odvozeno od názvu nedaleké ulice Rue Duroc. Gérard Christophe Michel Duroc, vévoda de Frioul (1772–1813) byl generál, který bojoval s Napoleonem v Egyptě a Itálii.
Během hudebního festivalu Rock en Seine je stanice dočasně (tj. na týden) přejmenována na Durock (slovní hříčka: du rock = rocková).

## Vstupy
Stanice má čtyři východy:
- Boulevard des Invalides u domu č. 56
- Boulevard du Montparnasse u domu č. 2
- Place Léon-Paul Fargues – dva východy